# Kukutza
Kukutza va ser un gaztetxe (centre social okupat) del districte d'Errekalde a Bilbao. Funcionava com a espai lliure i autogestionat, i era utilitzat com a centre juvenil, cultural i de lleure amb activitat des del 1996 fins al 2011, desenvolupada en tres espais diferents. El primer, Kukutza I, el 1996 i durant tres mesos, a continuació Kukutza II, el 1998 i per dos mesos, i, finalment, Kukutza III, amb una important continuïtat i activitat pública en una fàbrica abandonada, des del 1998 fins al 2011, quan va ser desallotjat violentament per la policia.
Des del seu origen es va obrir al barri per a remeiar l'oblit institucional en qüestions culturals i de lleure i, especialment en el cas del Kukutza III, es va convertir en el lloc de reunió de nombrosos col·lectius d'Errekalde. Tanmateix, va tenir influència a tot Bilbao i va ser adoptat com a lloc de referència per a centenars de creadors culturals de tota Euskal Herria. Impulsaren tota mena d'activitats com col·lectius de suport a l'habitatge, grups de dansa, escalada, biblioteca, menjador, taverna, serigrafia, teatre, arts marcials i obrador de cervesa, entre d'altres. El 2011 es va ordenar el seu desallotjament amb l'excusa que s'hi havien de construir habitatges, però des de la seva demolició el solar roman buit, sense que s'hi hagi construït res.

## Kukutza I
El 1996 va ser ocupat, per joves d'Errekalde, Iralabarri, Indautxu i Basurtu-Zornotza el primer gaztetxe situat al barri d'Errekecalde en un edifici que havia estat abandonat durant onze anys.
Després de tres mesos, dos dies abans de començar les festes d'Errekalde, sense avís previ, Kukutza I va ser enderrocat. Dos dies més tard el gaztetxe Mina del Morro de Santutxu també va ser enderrocat per ordre de l'Ajuntament de Bilbao. Prèviament, el 1992, el llavors alcalde de Bilbao, Josu Ortuondo, també va ordenar el desallotjament i clausura del gaztetxe del Zazpikaleak de Bilbao, okupat des de 1986, juntament amb el del Chalet de Hiedra d'Irala, restant en aquell moment només el casal de joves de Deusto com a únic lloc del moviment okupa a Bilbao.

## Kukutza II
El gaztetxe Kukutza II va ser un espai okupat el 27 de maig de 1998 al carrer Larraskitu del barri d'Errekalde. L'Ertzaintza el primer dia ja va intentar desallotjar-lo sense èxit. Al juny s'hi van trobar substàncies tòxiques i se'n va sol·licitar l'enderroc a l'ajuntament. Fins que aquest es va produir, es va decidir clausurar l'edifici. El 16 de juliol de 1998 es va ordenar el desallotjament en què quatre persones van ser arrestades.

## Kukutza III
Kukutza III va néixer el 6 d'agost de 1998 amb l'okupació al barri d'Errekalde de l'antiga fàbrica de maquinària Cerezo, un edifici projectat els anys 1950 per l'arquitecte Anastasio Arguinzoniz que romania abandonat des que el 1991 el seu propietari, Agustín Cerezo, fugís després de veure's implicat en una trama per narcotràfic.
El setembre de 2011, l'Ajuntament de Bilbao va concedir la preceptiva llicència d'enderrocament de Kukutza III a l'empresa Cabisa. Aquesta empresa constructora, vinculada a un cas de corrupció a Castro Urdiales, havia adquirid l'antiga fàbrica el 1994 i, gràcies al Pla General d'Ordenació Urbana que l'Ajuntament de Bilbao va aprovar el 1995, va veure revaloritzada la seva inversió en canviar la classificació del terreny: fins llavors era sòl industrial (per a realitzar activitats industrials exclusivament) i amb el nou pla va ser requalificat com a sòl edificable (amb valor per a fer-hi habitatges), fet que va ser denunciat com un cas d'especulació immobiliària per l'associació veïnal d'Errekalde, les peticions de la qual per a donar-li un ús social van ser desateses. Moltes altres persones qualificades de l'àmbit de la universitat i la cultura, així com el director de Promoció de la Cultura del Govern basc, també van demanar un acord i una solució no traumàtica.
Tanmateix, l'Associació Basca de Patrimoni Industrial i Obra Pública va indicar la necessitat de mantenir l'edifici, malgrat la sol·licitud d'enderrocament de Cabisa, ja que estava «recollit a l'Inventari de Patrimoni Industrial i Obra Pública de la Comunitat Autònoma Basca del Departament de Cultura i Euskera de Govern Basc» i, per tant, inclòs entre les edificacions a preservar pel planejament municipal. A més, com aquesta associació d'arquitectes va expressar, un dels usos possibles era el del camp de cultura, com el que se li estava donant, ja que els edificis industrials s'adapten molt bé a aquests propòsits. L'ajuntament, no obstant això, no va donar aquesta protecció a l'edifici.

### Desallotjament i enderroc

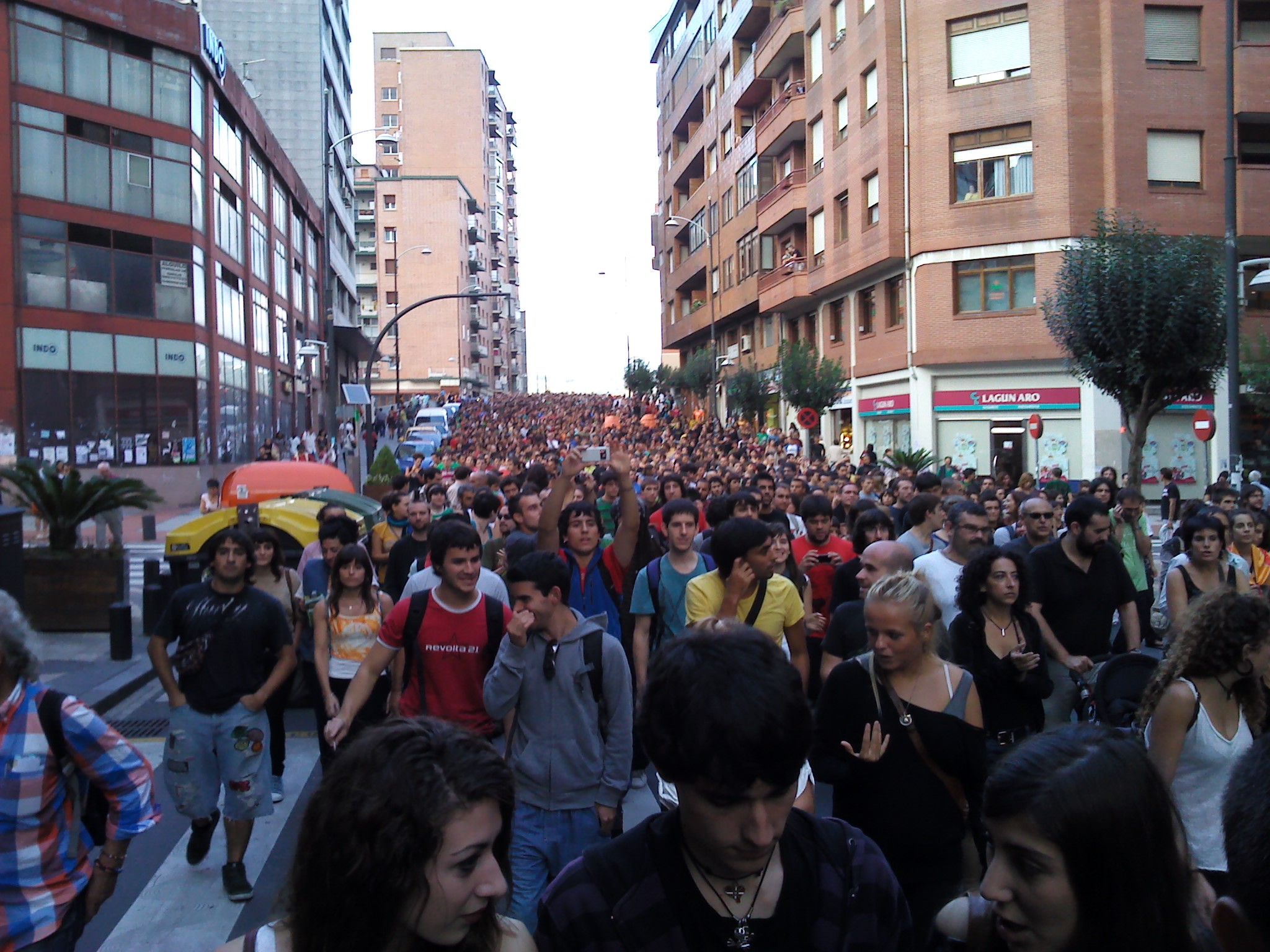
Manifestació multitudinària pels carrers de Bilbao en contra del desallotjament de Kukutza III el 21 de setembre del 2011

El 21 de setembre de 2011 la policia local de Bilbao va col·laborar amb l'Ertzaintza amb l'acordonament dels voltants i el desallotjament de l'edifici per començar les obres de demolició, fet que va ser criticat pel sindicat ELA. Les mobilitzacions de protesta van degenerar en enfrontaments entre policia i manifestants durant els dos dies següents, i van comportar més de 810 contenidors bolcats, 80 dels quals van resultar calcinats i 50 van ser malmesos. A més, es van cremar 10 vehicles particulars i van ser atacats els batzokis (seus socials del PNB) d'Errekalde i Zazpikaleak, així com diversos establiments bancaris i comercials. Les destrosses pels avalots contra el tancament de Kukutza van pujar a 140.000 euros. A més, van ser detingudes un total de 64 persones i es van registrar 76 informes de lesions i 53 denúncies per violència policial. Tant l'alcalde de Bilbao, Iñaki Azkuna, com el conseller d'interior, Rodolfo Ares, van defensar l'acció policial en aquests successos, acció que va ser qualificada de desproporcionada per l'Ararteko (defensor del poble) Iñigo Lamarca davant l'elevat nombre de comunicats mèdics de lesions, els documents gràfics i la manca de justificació de l'Ertzaintza. Finalment, l'enderrocament es va produir el dia 24 de setembre.

### Processos judicials
Tot i que la majoria de les denúncies contra l'Ertzaintza van ser arxivades davant la impossibilitat d'identificar els agents implicats, un va ser condemnat al pagament d'una multa i una indemnització per agredir una noia «de manera innecessària», segons va ratificar l'Audiència Provincial de Biscaia al novembre de 2013.
Així mateix, les persones jutjades per participar en les mobilitzacions van ser absoltes majoritàriament. El febrer del 2015 un dels detinguts al desallotjament va ser condemnat a tres anys de presó per un delicte d'atemptat a l'autoritat, encara que el 2017 l'Audiència Provincial de Biscaia va reduir la pena a 18 mesos, per la qual cosa no va haver d'ingressar a la presó. En canvi, van ser absoltes del delicte d'usurpació del qual estaven acusades per la Fiscalia les 23 persones que eren a la teulada de l'edifici en el moment del desallotjament. A més, la sentència també esmentava l'activitat cultural que s'hi feia, així com que l'empresa propietària Cabisa, que va renunciar a exercir l'acusació, «no tenia intenció ni de vendre ni de llogar» l'edifici.
El setembre de 2015 van ser jutjades dinou persones més, essent condemnades en primera instància a nou mesos de presó cadascuna per desordres públics i a una multa conjunta en concepte de danys. La sentència va ser recorreguda i finalment l'Audiència Provincial de Biscaia va reduir la pena a quatre mesos a un dels processats i va absoldre la resta.